# Rignac (tổng)
Tổng Rignac là một tổng thuộc tỉnh Aveyron trong vùng Occitanie.

## Địa lý
Tổng này được tổ chức xung quanh Rignac ở quận Rodez. Độ cao khu vực này dao động từ 248 m (Auzits) đến 734 m (Mayran) với độ cao trung bình 493 m.

## Các đơn vị trực thuộc
Tổng Rignac gồm 8 xã với dân số 4 618 người (điều tra dân số năm 1999, dân số không tính trùng)
| Xã                  | Dân số | Mã bưu chính | Mã insee |
| ------------------- | ------ | ------------ | -------- |
| Anglars-Saint-Félix | 562    | 12390        | 12008    |
| Auzits              | 812    | 12390        | 12016    |
| Belcastel           | 251    | 12390        | 12024    |
| Bournazel           | 246    | 12390        | 12031    |
| Escandolières       | 224    | 12390        | 12095    |
| Goutrens            | 411    | 12390        | 12111    |
| Mayran              | 454    | 12390        | 12142    |
| Rignac              | 1 658  | 12390        | 12199    |

## Biến động dân số
| 1962                                                     | 1968  | 1975  | 1982  | 1990  | 1999  |
| -------------------------------------------------------- | ----- | ----- | ----- | ----- | ----- |
| 5 099                                                    | 5 696 | 5 230 | 4 977 | 4 760 | 4 618 |
| Nombre retenu à partir de 1962 : dân số không tính trùng |       |       |       |       |       |